# مرد تاریکی
مرد تاریکی (به انگلیسی: Darkman) عنوان فیلمی ابرقهرمانی و اکشن می‌باشد که توسط سام ریمی کارگردانی و در سال ۱۹۹۰ اکران عمومی شده‌است. مدت زمان این فیلم نود و شش دقیقه می‌باشد.

## بازیگران
لیام نیسون در نقش مرد تاریکی
فرانسیس مک دورمند
کالین فریلز
لاری دراک
بروس کمپبل حضور افتخاری در آخرین پلان فیلم

## بودجه، فروش
برای ساخت فیلم مرد تاریکی، شانزده میلیون دلار هزینه شد. این فیلم در گیشه بیش از چهل و هشت میلیون دلار فروش کرد.

## دنباله
برای این فیلم دو دنباله نه چندان موفق (که سام ریمی از کارگردانی آن‌ها سرباز زد و تنها تهیه‌کنندگی آن‌ها را برعهده داشت) تحت عناوین مرد تاریکی ۲ و مرد تاریکی ۳ ساخته شد.

## موسیقی متن فیلم
1. "Main Titles" – 1:37
2. "Woe, the Darkman...Woe!" – ۶:۰۹
3. "Rebuilding/Failure" – 3:16
4. "Love Theme" – 0:56
5. "Julie Transforms" – 1:11
6. "Rage/Peppy Science" – 1:37
7. "Creating Pauley" – 3:19
8. "Double Durante" – 1:50
9. "The Plot Unfolds (Dancing Freak)" – 7:01
10. "Carnival from Hell" – 3:16
11. "Julie Discovers Darkman" – 1:59
12. "High Steel" – 4:19
13. "Finale/End Credits" – 3:39

## رمان و کمیک بوک
براساس داستان فیلم و شخصیت مرد تاریکی، رمان و کمیک بوکی نوشته شده و به چاپ رسید.